# 阿達米夫卡 (羅夫諾區)
50°50′13″N 26°56′53″E / 50.83694°N 26.94806°E
阿達米夫卡（羅馬化：Adamivka）是烏克蘭西部里夫內州里夫內區索斯諾韋市鎮的村莊。該村始建於1720年，面積0.33平方公里，海拔高度178米，2001年人口246，人口密度每平方公里745.5人。